# Meridià 93 a l'oest
El meridià 93 a l'oest de Greenwich és una línia de longitud que s'estén des del pol Nord travessant l'oceà Àrtic, Amèrica del Nord, el Golf de Mèxic, l'oceà Pacífic, l'oceà Antàrtic, i l'Antàrtida fins al pol Sud.
El meridià 93 a l'oest forma un cercle màxim amb el meridià 87 a l'est. Com tots els altres meridians, la seva longitud correspon a una semicircumferència terrestre, uns 20.003,932 km. Al nivell de l'Equador, és a una distància del meridià de Greenwich de 10.353 km.

## De Pol a Pol
Començant en el pol Nord i dirigint-se cap al pol Sud, aquest meridià travessa:
| Coordenades                             | País, territori o mar | Notes |
| --------------------------------------- | --------------------- | --- |
| 90° 0′ N, 93° 0′ O / 90.000°N,93.000°O  | Oceà Àrtic            | |
| 81° 20′ N, 93° 0′ O / 81.333°N,93.000°O | Canadà                | Nunavut - illa d'Axel Heiberg |
| 78° 36′ N, 93° 0′ O / 78.600°N,93.000°O | Badia de Noruega      | Passa a l'est de l'illa Cornwall, Nunavut, Canadà (a 77° 39′ N, 93° 4′ O / 77.650°N,93.067°O) |
| 76° 37′ N, 93° 0′ O / 76.617°N,93.000°O | Canadà                | Nunavut - illa Devon |
| 76° 16′ N, 93° 0′ O / 76.267°N,93.000°O | Canal de Wellington   | |
| 74° 40′ N, 93° 0′ O / 74.667°N,93.000°O | Estret de Parry       | Estret de Barrow |
| 74° 0′ N, 93° 0′ O / 74.000°N,93.000°O  | Canadà                | Nunavut - illa Somerset |
| 72° 46′ N, 93° 0′ O / 72.767°N,93.000°O | Golf de Boothia       | |
| 71° 22′ N, 93° 0′ O / 71.367°N,93.000°O | Canadà                | Nunavut - continent |
| 62° 4′ N, 93° 0′ O / 62.067°N,93.000°O  | Badia de Hudson       | |
| 58° 20′ N, 93° 0′ O / 58.333°N,93.000°O | Canadà                | Manitoba Ontario - des de 54° 55′ N, 93° 0′ O / 54.917°N,93.000°O |
| 48° 27′ N, 93° 0′ O / 48.450°N,93.000°O | Estats Units          | Minnesota, passa a través de Saint Paul (a 44° 57′ N, 93° 0′ O / 44.950°N,93.000°O) Iowa - des de 43° 30′ N, 93° 0′ O / 43.500°N,93.000°O Missouri - des de 40° 35′ N, 93° 0′ O / 40.583°N,93.000°O Arkansas - des de 36° 30′ N, 93° 0′ O / 36.500°N,93.000°O Louisiana - des de 33° 1′ N, 93° 0′ O / 33.017°N,93.000°O |
| 29° 43′ N, 93° 0′ O / 29.717°N,93.000°O | Golf de Mèxic         | |
| 18° 26′ N, 93° 0′ O / 18.433°N,93.000°O | Mèxic                 | Tabasco Chiapas - des de 17° 33′ N, 93° 0′ O / 17.550°N,93.000°O |
| 15° 17′ N, 93° 0′ O / 15.283°N,93.000°O | Oceà Pacífic          | |
| 60° 0′ S, 93° 0′ O / 60.000°S,93.000°O  | Oceà Antàrtic         | |
| 72° 30′ S, 93° 0′ O / 72.500°S,93.000°O | Antàrtida             | Territori no reclamat |